# Medigidiella aquatica
Medigidiella aquatica is een vlokreeftensoort uit de familie van de Bogidiellidae. De wetenschappelijke naam van de soort is voor het eerst geldig gepubliceerd in 1990 door G. Karaman.